# Championnat de Côte d'Ivoire de basket-ball
Cet article traite uniquement de la compétition masculine. Pour la compétition féminine, voir Championnat de Côte d'Ivoire féminin de basket-ball.
Le championnat de Côte d'Ivoire de basket-ball, appelé Ligue d'Or, regroupe les 12 meilleures équipes masculines de basket-ball de Côte d'Ivoire.

## Palmarès

### Palmarès par édition
| Année   | Vainqueur                     | Finaliste                     | Score de la finale | Réf.  |  |
| ------- | ----------------------------- | ----------------------------- | ------------------ | ----- |  |
| 2017–18 | ABC                           | Société omnisports de l'Armée | 2–0                | [ 1 ] |  |
| 2018–19 | ABC                           | Azur d'Abidjan                | 2–1                | [ 2 ] |  |
| 2019–20 | ABC (19)                      | CSA Treichville               | 78–60              | [ 4 ] |  |
| 2020–21 | Société omnisports de l'Armée | ABC Fighters                  | 2–0                | [ 5 ] |  |
| 2021–22 | ABC                           | Azur                          | 2–0                | [ 6 ] |  |
| 2022–23 | ABC Fighters                  | JCA                           | 2–0                | [ 7 ] |  |
| 2023-24 | ABC Fighters                  | SOA                           | 2–1                | [ 8 ] |  |
| 2024-25 | JCA                           | SOA                           | 2–0                | [ 9 ] |  |

### Palmarès par club
| Club         | Titres | Années |
| ------------ | ------ | --- |
| ABC Fighters | 19     | 2004, 2005, 2006, 2007, 2008, 2009, 2010, 2011, 2012, 2013, 2014, 2015, 2016, 2017, 2019, 2020, 2022, 2023, 2024 |
| SOA          | 1      | 2021 |
| JCA          | 1      | 2025 |